# Греція на Чемпіонаті світу з легкої атлетики 2017
Греція на Чемпіонаті світу з легкої атлетики 2017, що проходив з 4 по 13 серпня 2017 року в Лондоні (Велика Британія) була представлена 21 спортсменом.

## Результати

### Чоловіки
Трекові і шосейні дисципліни
| Спортсмен                 | Дисципліна        | Забіги    | Забіги | Півфінал  | Півфінал | Фінал     | Фінал |
| Спортсмен                 | Дисципліна        | Результат | Місце  | Результат | Місце    | Результат | Місце |
| ------------------------- | ----------------- | --------- | ------ | --------- | -------- | --------- | ----- |
| Лікургос-Стефанос Цаконас | 200 м             |           |        |           |          |           |       |
| Констадінос Дувалідіс     | 110 м з бар'єрами |           |        |           |          |           |       |
| Александрос Папаміхаіл    | Ходьба 20 км      | Н/Д       | Н/Д    | Н/Д       | Н/Д      |           |       |

Технічні дисципліни
| Спортсмен              | Дисципліна         | Кваліфікація | Кваліфікація | Фінал           | Фінал           |
| Спортсмен              | Дисципліна         | Результат    | Місце        | Результат       | Місце           |
| ---------------------- | ------------------ | ------------ | ------------ | --------------- | --------------- |
| Еммануіл Караліс       | Стрибки з жердиною |              |              |                 |                 |
| Констадінос Філіппідіс | Стрибки з жердиною |              |              |                 |                 |
| Мільтіадіс Тентоглу    | Стрибки у довжину  | 7.79         | 19           | Завершив виступ | Завершив виступ |
| Дімітріос Тсіаміс      | Потрійний стрибок  |              |              |                 |                 |
| Іоанніс Кіріазіс       | Метання списа      |              |              |                 |                 |
| Міхаїл Анастасакіс     | Метання молота     |              |              |                 |                 |

### Жінки
Трекові і шосейні дисципліни
| Спортсмен          | Дисципліна        | Забіги    | Забіги | Півфінал  | Півфінал | Фінал     | Фінал |
| Спортсмен          | Дисципліна        | Результат | Місце  | Результат | Місце    | Результат | Місце |
| ------------------ | ----------------- | --------- | ------ | --------- | -------- | --------- | ----- |
| Марія Белібасакі   | 200 м             |           |        |           |          |           |       |
| Іріні Васіліу      | 400 м             |           |        |           |          |           |       |
| Глорія Прівілеггіо | Марафон           | Н/Д       | Н/Д    | Н/Д       | Н/Д      |           |       |
| Уранія Ребулі      | Марафон           | Н/Д       | Н/Д    | Н/Д       | Н/Д      |           |       |
| Елісавет Песіріду  | 100 м з бар'єрами |           |        |           |          |           |       |
| Деспіна Запуніду   | Ходьба 20 км      | Н/Д       | Н/Д    | Н/Д       | Н/Д      |           |       |
| Антігоні Дрісбіоті | Ходьба 20 км      | Н/Д       | Н/Д    | Н/Д       | Н/Д      |           |       |

Технічні дисципліни
| Спортсмен             | Дисципліна         | Кваліфікація | Кваліфікація | Фінал     | Фінал |
| Спортсмен             | Дисципліна         | Результат    | Місце        | Результат | Місце |
| --------------------- | ------------------ | ------------ | ------------ | --------- | ----- |
| Тетяна Гусін          | Стрибки у висоту   |              |              |           |       |
| Екатеріні Стефаніді   | Стрибки з жердиною | 4.60         | 1 Q          |           |       |
| Хайдо Алексулі        | Стрибки у довжину  |              |              |           |       |
| Параскеві Папахрісту  | Потрійний стрибок  |              |              |           |       |
| Хрізула Анагностопулу | Метання диска      |              |              |           |       |